# Perù 2000
Perù 2000  è stata un'alleanza politica di destra peruviana che ha presentato candidati per le elezioni generali del 2000. Fujimori e i suoi alleati politici si sono presentati con la lista Perù 2000, in cui Fujimori ha trionfato nella sua seconda rielezione come presidente per un terzo mandato nonostante il malcontento pubblico.
Il partito aveva una struttura poco organizzata e rappresentava più uno strumento elettorale personale per Fujimori che una vera e propria coalizione/alleanza politica organizzata.

## Storia
Nel 1999, Alberto Fujimori decise di candidarsi per la rielezione per un terzo mandato nelle elezioni generali del 2000 , dopo di che decise di creare un'alleanza con i suoi partiti Fujimori Cambio 90, Nueva Mayoría , Siempre Unidos e Vamos Vecino , formando così la "Alianza Electoral Perú 2000". Durante le elezioni del 2000 in Perù, Chávez suggerì che Fujimori avrebbe sciolto il Congresso se Perù 2000 non avesse ottenuto la maggioranza dei seggi.  Disse anche che non poteva escludere una quarta elezione di Fujimori, nonostante il fatto che la Costituzione del Perù , scritta in parte dalla stessa Chávez, consenta ai presidenti di essere eletti non più di due volte di seguito.  In effetti, Chávez aveva precedentemente promesso che Fujimori non si sarebbe candidato alle elezioni del 2000.
Fujimori si confrontò con Alejandro Toledo di Possibile Perù nel 1º e 2º turno e il 28 maggio dello stesso anno Fujimori vinse un'elezione controversa, caratterizzata da brogli, con la quale Perù 2000 entrò nel Congresso con la maggioranza, grazie alle defezioni dei deputati dell'opposizione.
Nelle elezioni legislative del 9 aprile 2000, l'alleanza ottenne il 42,2% dei voti popolari e 52 seggi su 120 al Congresso della Repubblica .

### Dissoluzione
Nel settembre 2000, l'alleanza iniziò a perdere terreno a causa dell'esibizione dei vladivideos. In uno di questi, l'ex consigliere presidenziale, Vladimiro Montesinos, veniva mostrato mentre consegnava una grossa somma di denaro ad Alberto Kouri, un membro del Congresso dell'opposizione, per unirsi alle sue file. Dopo lo scandalo di corruzione, la coalizione stava perdendo la maggioranza nel Congresso della Repubblica e la perdita facilitò la rimozione di Fujimori dalla presidenza, che scomparve completamente nel 2001.